# Будинок суду Копенгагена
55°40′38″ пн. ш. 12°34′22″ сх. д. / 55.67718° пн. ш. 12.57274° сх. д.
Будинок суду Копенгагена (дан. Københavns Domhus) — це історична будівля на вулиці Нюторв у Копенгагені, Данія. Спочатку збудована як комбінована будівля мерії та суду, зараз він служить місцем розташування окружного суду Копенгагена. Урочисто відкритий у 1815 році, він був побудований за проєктом Крістіана Фредеріка Гансена в неокласичному стилі.

## Історія

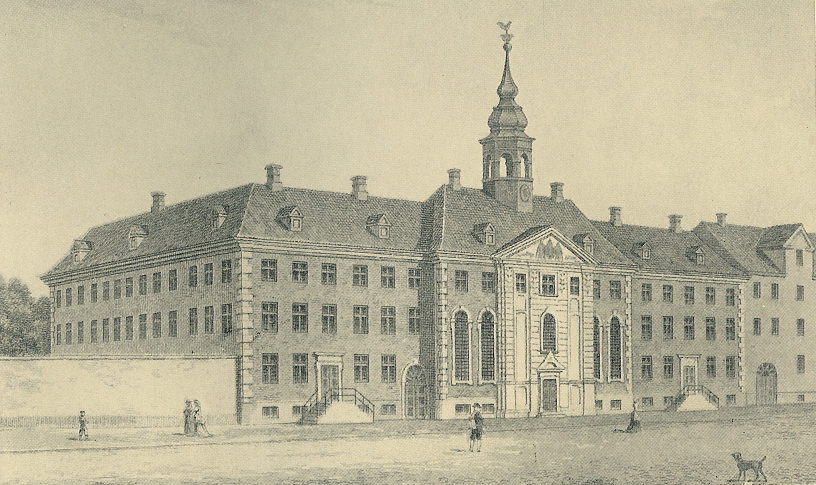
Королівський сирітський будинок, яким він став після розширення в 1765 році

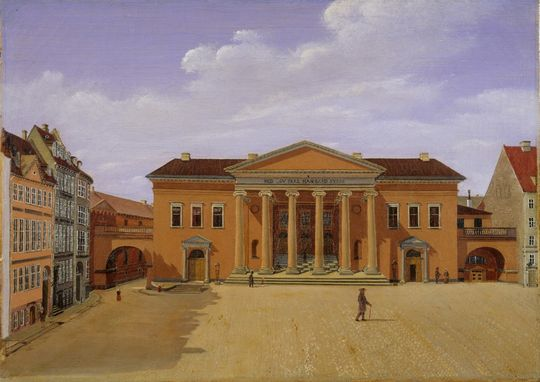
Будівля 1850 року, картина Карла Бальсгаарда

Сучасний суд правосуддя, Хоф-ог Стадсреттен (Hof-og Stadsretten), був запроваджений у Данії, спеціально для Копенгагена, Йоганном Фрідріхом Струензе у 1771 році. Розташовані у Віборзі та Копенгагені, два вищі суди були запроваджені як апеляційні суди у 1805 році. Саме для цієї нової правової системи було потрібно нове приміщення суду.
Під час Великої пожежі 1795 року мерія Копенгагена, розташована між Нюторвом і Гаммельторвом, була однією з багатьох будівель, втрачених у полум'ї. Це була друга поспіль міська ратуша в цьому місці, яку спіткала така доля; перша будівля, побудована в 1679 році на цьому ж місці, була втрачена під час пожежі 1728 року.

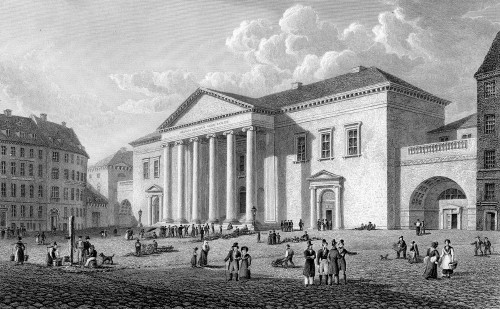
Ратуша, бл. 1845 р.

Після пожежі було вирішено побудувати комбіновану будівлю ратуші та суду в Ниторві, яке раніше займав Королівський сирітський притулок, збудований у 1728 році. Проєкт також передбачав будівництво в'язниці. Проєкт також передбачав будівництво в'язниці. Замовником проєкту був Крістіан Фредерік Гансен, провідний данський архітектор того часу. Будівництво розпочалося у 1803 році й завершилося у 1816 році. Реалізація проєкту затягнулася через брак будівельних матеріалів, а також через бомбардування міста британцями у 1807 році під час битви за Копенгаген. Для будівництва були використані матеріали від знесення палацу Гіршгольм.
Будівля слугувала своєму подвійному призначенню майже 100 років, доки у 1905 році не було відкрито нинішню мерію Копенгагена. Після цього будівля використовувалася виключно для розміщення Окружного суду Копенгагена.

## Архітектура

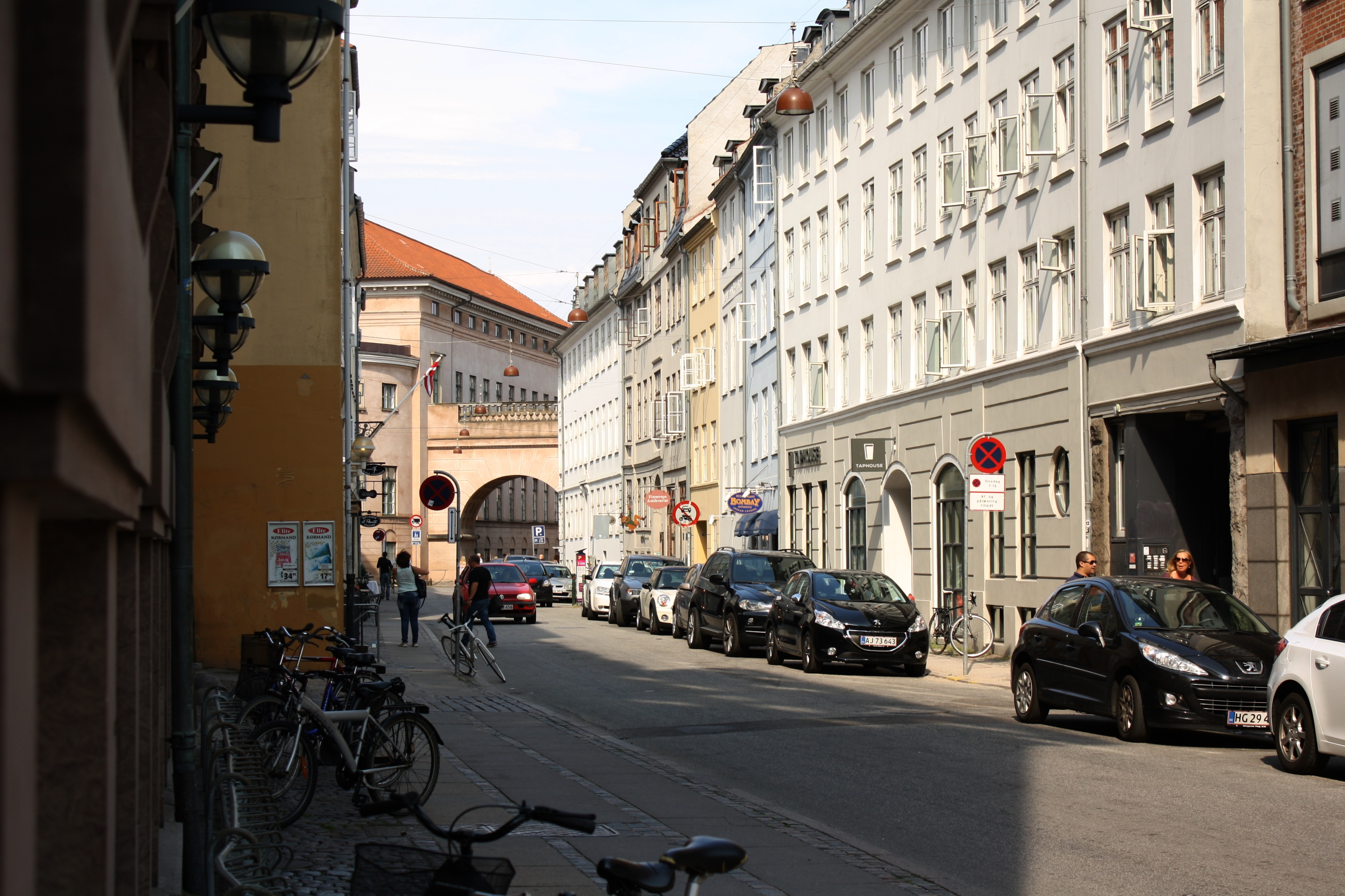
Тильна сторона будівлі суду з одним із двох проходів, що з'єднують її з в'язницею

На фасаді домінують шість великих іонічних колон, фланкованих муруванням з мінімальною кількістю вікон. Позаду колон сходи ведуть до вестибюлю з ще чотирма іонічними колонами. Звідси складна мережа коридорів і сходів з'єднується з рештою будівлі. Хоча будівлю суду кілька разів ремонтували, загальне планування приміщень з колонами, рельєфами та ліпниною збереглося.
З обох боків будівля фланкується великою аркою. Зліва арка забезпечує пішохідний перехід над вулицею, з'єднуючи будівлю суду з в'язницею на іншому боці. Будівля в'язниці має суворий вираз з маленькими вікнами
І на фасадах будівлі суду, і на в'язниці є написи. Напис над входом у будівлю суду «Med lov skal man land bygge» («За допомогою закону буде побудована земля [тобто нація]») є цитатою з преамбули Codex Holmiensis, а напис на в'язниці говорить «For almeen sikkerheden» («За громадську безпеку»).